# 波号第二百一潜水艦
波号第二百一潜水艦（はごうだいにひゃくいちせんすいかん）は、日本海軍の潜水艦。波二百一型潜水艦の1番艦。太平洋戦争末期に竣工したが外海に出撃することなく、戦後に海没処分された。

## 艦歴

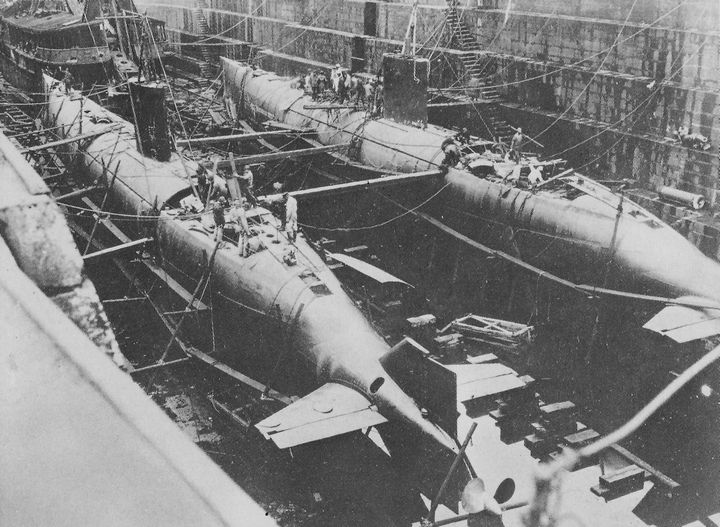
建造中の波号第二百一潜水艦（左）と波号第二百二潜水艦（1945年3月または4月、佐世保海軍工廠）

マル戦計画の潜水艦小、第4911号艦型の1番艦、仮称艦名第4911号艦として計画。1945年3月1日、佐世保海軍工廠で仮称艦名第4912号艦と同日に起工。
4月5日、波号第二百一潜水艦と命名されて波二百一型潜水艦の1番艦に定められ、本籍を佐世保鎮守府と仮定。15日、第六艦隊第十一潜水戦隊に編入。19日、艤装員事務所を佐世保海軍工廠内に設置し事務を開始。23日、波号第202潜水艦と同日に進水し、本籍を佐世保鎮守府に定められる。
5月31日、波号第202潜水艦と同日に竣工し、役務を佐世保鎮守府練習兼警備潜水艦に定められ、呉潜水戦隊第三十三潜水隊に編入。同隊で訓練に従事。
7月20日、第六艦隊隷下に新編された第五十二潜水隊に編入。終戦時は内海西部で訓練中だった。11月30日、海軍省の廃止に伴い除籍。
1946年4月1日、五島列島キナイ島沖でアメリカ海軍により海没処分された。

## 潜水艦長
艤装員長
1. 佐藤嘉三 大尉：1945年4月15日 - 1945年5月31日

潜水艦長
1. 佐藤嘉三 大尉：1945年5月31日 - 1945年11月29日